# Psalmopoeus cambridgei
Psalmopoeus cambridgei är en spindelart som beskrevs av Pocock 1895. Psalmopoeus cambridgei ingår i släktet Psalmopoeus och familjen fågelspindlar. Inga underarter finns listade i Catalogue of Life.